# 裴仲孫

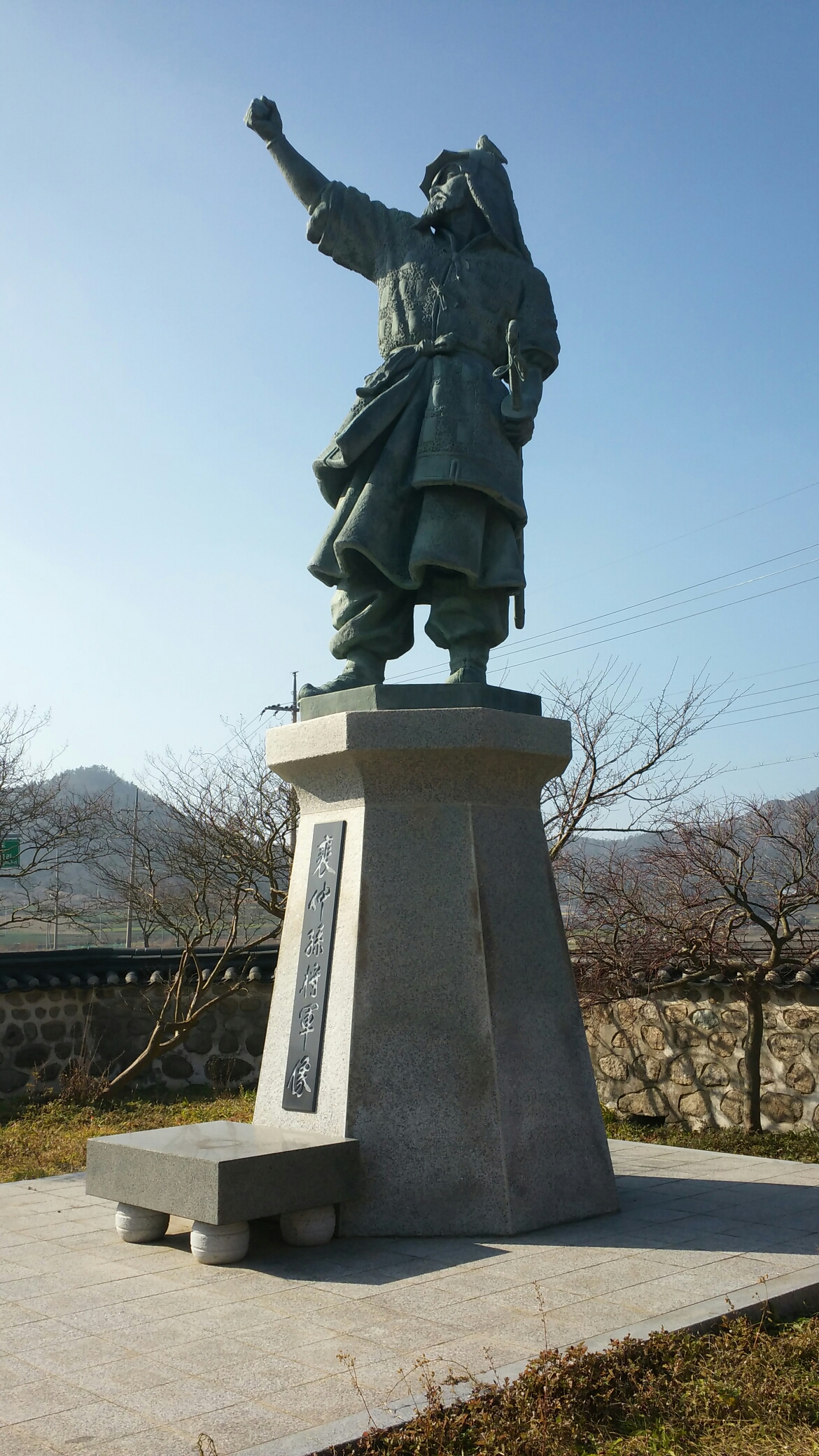
裴仲孫

裴仲孫（：／；？—1271年），高麗後期三別抄軍將領，三別抄軍反抗元朝統治的領導人。
裴仲孫在高麗元宗在位期間官至將軍。元宗十一年（1270年），元宗將都城從江華島遷回開京，並下令解散三別抄軍，取回軍中名籍。三別抄軍害怕名籍被交給蒙古人會致使蒙古人報復，裴仲孫便與夜別抄軍指諭盧永禧等人起兵叛亂，並在國中宣稱蒙古人大軍將至，要對高麗百姓進行大屠殺。裴仲孫、盧永禧擁立承化侯王溫為國王，署置官府，以大將軍劉存奕、尚書左丞李信孫為左右承宣。三別抄軍封鎖了江華島與陸地之間的水路，又佔據了周邊的島嶼和沿海一帶作為根據地。
前中書舍人李淑真、郎將尹吉甫聚集奴隸攻擊三別抄軍，三別抄軍逃往珍島。元宗派金方慶前往鎮壓。翌年，金方慶與蒙古元帥忻都擊敗三別抄軍，攻陷珍島。裴仲孫和王溫都被殺，三別抄軍餘部在金通精的率領下逃往耽羅繼續抗爭。